# St. Katharina (Wilczęta)

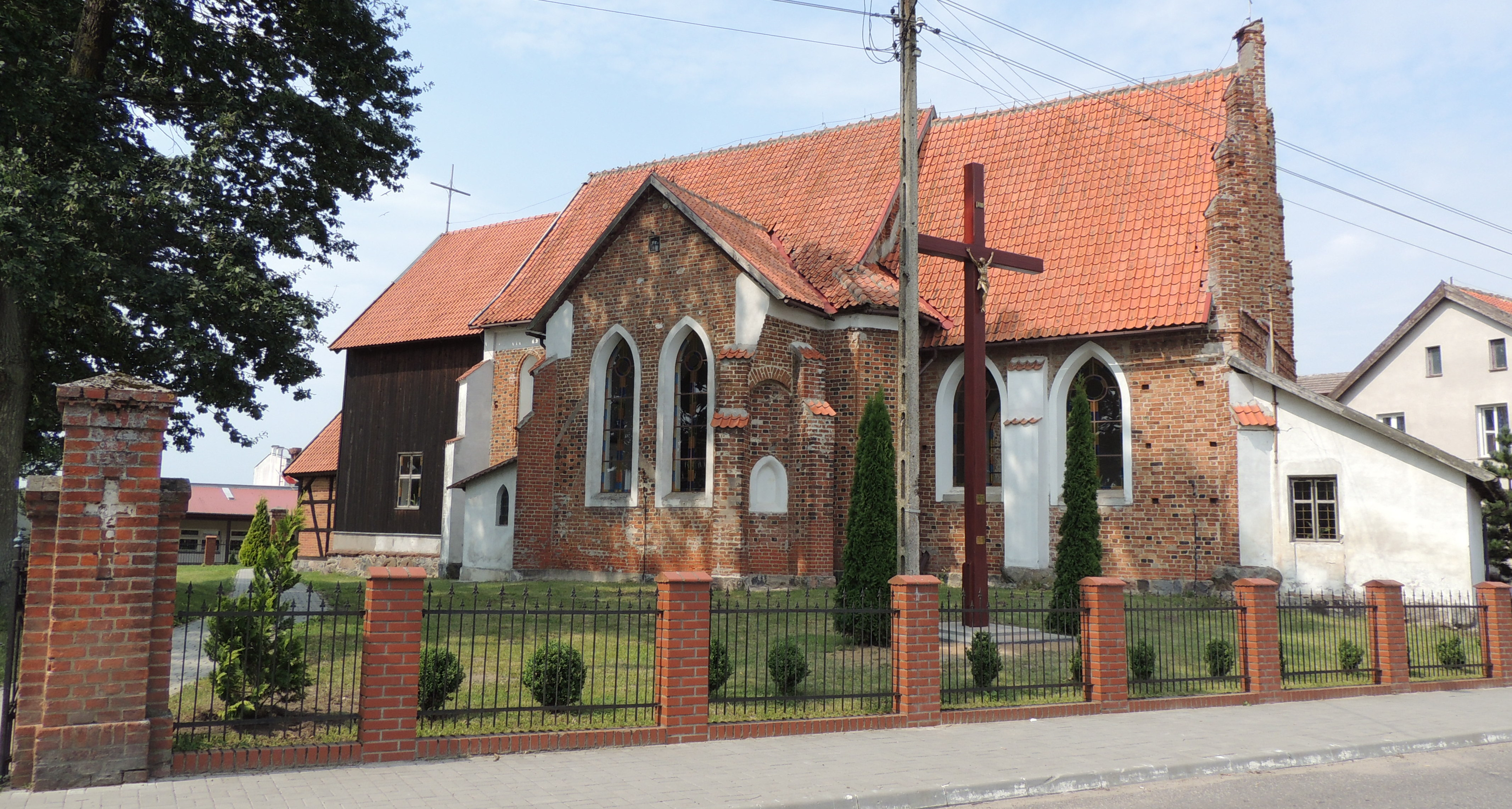
Dorfkirche St. Katharina, bis 1945 evangelisch

Die  Kirche St. Katharina ist ein ordenszeitliches Kirchengebäude in Wilczęta (deutsch Deutschendorf) in der Woiwodschaft Ermland-Masuren in Polen.

## Geschichte
Nach Angaben der erneuerten Handfeste von 1392 wurde das Dorf im Zeitraum 1304–1212 gegründet, wobei die Kirche mit vier Freihufen dotiert wurde. Das Langhaus wurde wohl um das zweite Drittel des 14. Jahrhunderts errichtet, gegen Ende diesen Jahrhunderts wurde der Chor angebaut. Die in den Niederlanden gegossenen Glocke trägt die Jahreszahl 1460, wobei die Glocke 1725 und 1878 umgegossenen wurde. Im Jahr 1469 verlieh Hochmeister Heinrich Reuss Deutschendorf an Stentzel von Dohna. 
Der südliche Anbau mit der Marienkapelle entstand vermutlich nach dem Übergang an die Dohna. Das Obergeschoss des Anbaus dürfte als Loge des neuen Dorfherrn gedient haben, dem das Kirchenpatronat zustand. Der hölzerne Westturm wurde 1655 angebaut und 1738 restauriert. Im 19. Jahrhundert wurde die Sakristei im Norden angebaut sowie die Vorhalle an der Marienkapelle. Zugleich wurden die Fenster vergrößert. 1870 und 1999 erfolgten Restaurierungen.
Das Kirchengebäude, das zuvor der evangelischen Pfarrgemeinde Deutschendorf als Gotteshaus gedient hatte, wurde 1945 zugunsten der Römisch-katholischen Kirche in Polen umgewidmet.
Filialkirchen sind heute die Kirche Unsere Liebe Frau Königin von Polen in Dobry (Döbern), eine Kapelle in Ławki (Lauck), und St. Stanislaus in Podągi (Podangen).

## Bauwerk

Ostgiebel um ca. 1890

Das Langhaus ist ein vierachsiger, ungewölbter Saalbau mit relativ eng stehenden, schmalen Strebepfeilern. In der südwestlichen Achse ist noch ein originales mittelalterliches Spitzbogenfenster erhalten. Die Wandgliederung wurde durch die Vergrößerung der Fenster im 19. Jahrhundert stark verändert. Ein eingetieftes Putzband bildet einen Horizontalabschluss, außerdem hat die Fassade größere Flächen mit Schachbrettmuster aus schwarzen Backstein. Der Chor hat auf seiner Ostseite ein mittig angeordnetes, gestuftes Fenster, das die Traufzone durchbricht. Ein Sägefries bildet den Horizontalabschluss. Nach Westen hat der Chor ein kleines spitzbogiges Fenster mit Birnstabprofil. Bemerkenswert ist die große Kapelle im Süden mit hochliegender Empore und Treppenturm. Die Kapelle ist erst nach Anbau des Chors entstanden, und der Turm wurde offenbar in die Ecke zwischen Langhaus und Chor hineingegesetzt. Die am nördlichen Ende des Langhauses gelegene Sakristei hat einen polygonalen Grundriss und zwei Strebepfeiler. Der Chorgiebel ist ein sechsachsiger Staffelgiebel, der von der Dachschräge hinterschnitten wird. Die Achsen werden von durchlaufenden Spitzbogenblenden gebildet, getrennt durch Dreiecksvorlagen, die als Fialen enden. Der Ostgiebel des Langhauses ist ein vierachsiger Staffelgiebel mit durchlaufenden Spitzbogenblenden, getrennt durch Lisenen. Die Giebelstufen wurden abgebrochen, der mittlere Giebelbereich ist durch das spätere Chordach verdeckt. Unterhalb des Ostgiebels schließt sich mit separatem Eingang die ehemalige Patronatsgruft des Hauses Dohna-Schlodien an.